# Füzényfélék
A füzényfélék (Lythraceae) a zárvatermők (Magnoliophyta) közé tartozó mirtuszvirágúak (Myrtales) egyik családja 33 nemzetséggel és mintegy ötszáz fajjal.
Fűféle, cserjés vagy fás növények. Egyszerű, ép szélű leveleik átellenesen vagy örvesen állnak, többnyire pálhátlanok. Virágjuk csillagszerű, ritkán kétoldalas, többnyire páros éltű. A vacok csöves, kehely alakú; hat csésze- és hat sziromlevelük a kehely tövéhez nő, a bimbóban gyakran gyűrött. Hat vagy tizenkét porzószáluk van – utóbbi esetben ezek két körben állnak, és az egyik kör porzói magasabbra nyúlnak a másikénál. Gyümölcsük 1–6 rekeszű, sokmagvú tok, amit a maradandó kehely takar. Magfehérjéjük nincs, a csíra egyenes, a szik csaknem kerek. A fajok többsége trópusi; a mérsékelt égövön jóval ritkábbak.